# 秦岭柳
秦岭柳（学名：Salix alfredi）是杨柳科柳属的植物，为中国的特有植物。分布于中国大陆的青海、甘肃、陕西等地，生长于海拔1,100米至3,800米的地区，一般生于山坡，目前尚未由人工引种栽培。